# Senna aymara
Senna aymara är en ärtväxtart som beskrevs av Howard Samuel Irwin och Rupert Charles Barneby. Senna aymara ingår i släktet sennor, och familjen ärtväxter. Inga underarter finns listade i Catalogue of Life.